# Agave boscii
Agave boscii är en sparrisväxtart som först beskrevs av Jens Wilken Hornemann, och fick sitt nu gällande namn av Ined. Agave boscii ingår i släktet Agave och familjen sparrisväxter. Inga underarter finns listade i Catalogue of Life.

## Bildgalleri

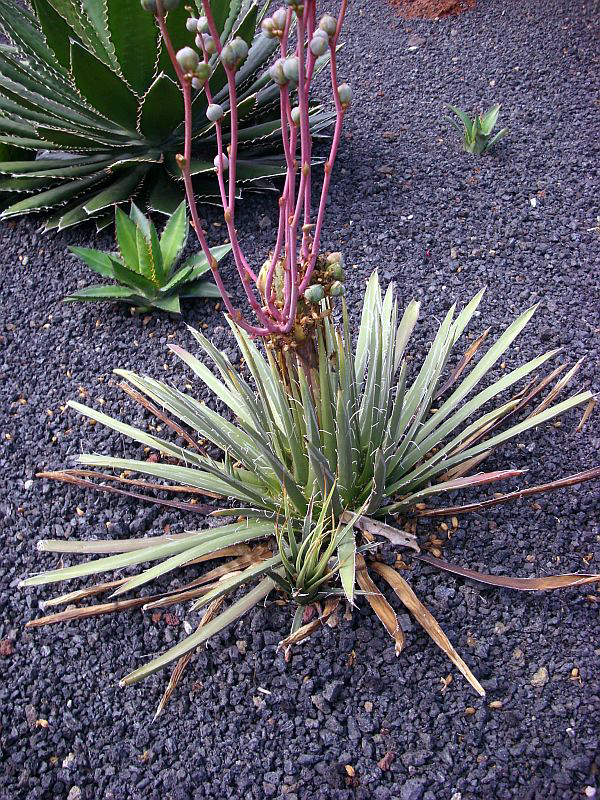